# Clermont (Haute-Savoie)
Clermont település Franciaországban, Haute-Savoie megyében. Lakosainak száma 449 fő (2022. január 1.). Clermont Chilly, Crempigny-Bonneguête, Desingy, Droisy és Menthonnex-sous-Clermont községekkel határos.

## Népesség
A település népességének változása:
| Lakosok száma | 412  | 408  | 415  | 409  | 406  | 405  | 400  | 425  | 449  |
|               | 2013 | 2015 | 2016 | 2017 | 2018 | 2019 | 2020 | 2021 | 2022 |